# Igreja de Santa Maria (Sundon)

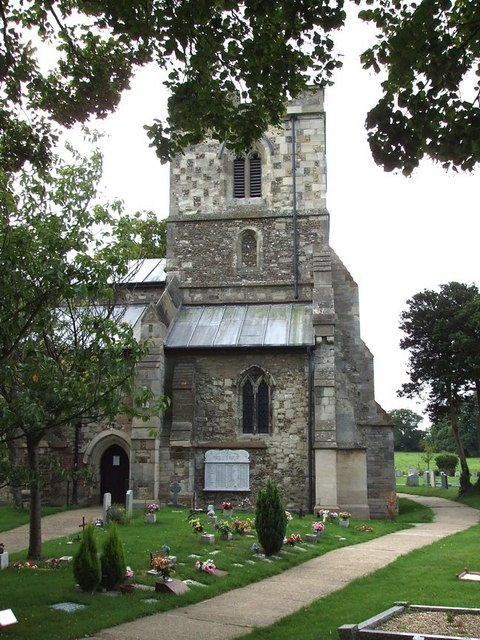
Igreja de Santa Maria, Sundon

A Igreja de Santa Maria é uma igreja listada como Grau I em Lower Sundon, Bedfordshire, na Inglaterra. Tornou-se um edifício listado no dia 3 de fevereiro de 1967.